# Bamboleo (álbum)
Bamboleo es el duodécimo álbum de estudio de la Fania All-Stars, publicado en el año 1988  lanzado bajo el sello discográfico Fania Récords la producción de este álbum estuvo bajo la dirección de Jerry Masucci. Los sencillos promocionales del álbum fueron: «Bamboleo» y «Quiero Saber», cantados por Celia Cruz y Willie Colón respectivamente, también está la canción «Siento» la última grabación de Héctor Lavoe. Esta fue la última gran producción de la agrupación cuando en ese momento la salsa romántica estaba en su máximo apogeo. La Fania All Stars interpretó, en una especie de homenaje, cuatro temas de los Gipsy Kings.

## Historia

### Antecedentes y publicación
Para ese tiempo, Ismael Miranda terminaba su contrato con Fania Records mientras Cali Alemán buscaba abrirse ambiente en California. La nómina de soneros de los All-Stars bajaba peligrosamente a solo tres miembros: Celia Cruz, Héctor Lavoe y Pete "El Conde" Rodríguez. Ante esto, Masucci invita a Willie Colón a formar parte de este disco.
Lo más sobresaliente de la grabación es la interpretación de Celia Cruz «Bamboleo», basada en parte de la letra del clásico venezolano «Caballo Viejo» de Simón Díaz. Uno de los invitados especiales fue el guitarrista Francisco Navarro quien participó en el tema «Bamboleo» y «Siento», la última grabación de estudio de Héctor Lavoe.
El tema «Quiero saber» interpretado por Willie Colón y el número «Djobi Djoba» , cantado por Pete "El Conde" Rodríguez que se pasea entre el flamenco y la samba brasileña con un solo del trompetista Piro Rodríguez.
El álbum se publicó en 1988 ante el "boom" de la Salsa romántica, liderada por Frankie Ruiz y Eddie Santiago.

## Lista de canciones
| N.º | Título                                                         | Letras                      | Cantante(s)                                   | Duración |  |
| 1.  | «Bamboleo» (Arreglos por: Louie Ramírez)                       | Gipsy Kings                 | Fania All Stars con Celia Cruz                | 5:15     |  |
| 2.  | «Siento» (Arreglos por: Isidro Infante)                        | Gipsy Kings                 | Fania All Stars con Héctor Lavoe              | 6:50     |  |
| 3.  | «Smooth Operator» (Arreglos por: Louie Ramírez)                | Raymond St.John y Helen Adu | Fania All Stars                               | 4:38     |  |
| 4.  | «Quiero Saber» (Arreglos por: Marty Sheller)                   | Gipsy Kings                 | Fania All Stars con Willie Colón              | 6:50     |  |
| 5.  | «Djobi Djoba» (Arreglos por: Jose Febles)                      | Gipsy Kings                 | Fania All Stars con Pete "El Conde" Rodríguez | 4:45     |  |
| 6.  | «Don't You Worry About A Thing» (Arreglos por: Isidro Infante) | Stevie Wonder               | Fania All Stars                               | 4:36     |  |

## Personal

### Músicos
- Voces - Celia Cruz, Héctor Lavoe, Pete "El Conde" Rodríguez y Willie Colón
- Coros - Adalberto Santiago, Felo Barrios, Johnny Pacheco, Roberto Rodríguez y Yayo El Indio
- Flauta, percusión y güiro - Johnny Pacheco
- Piano - Papo Lucca
- Bajo - Bobby Valentín
- Bongó - Roberto Roena
- Congas - Ray Barretto
- Timbales - Nicky Marrero y Jimmy Delgado
- Trompetas - Héctor “Bomberito” Zarzuela, Pedro Boulong y Tony Barrero
- Trombones - Reinaldo Jorge, Leopoldo Pineda y Lewis Kahn
- Conjunto De Cuerdas - Eddie Drennon
- Artistas invitados - Francisco Navarro (Guitarra) y David Rodríguez (Trompeta)

### Créditos
- Productor - Jerry Masucci
- Director de grabación – Johnny Pacheco
- Ingeniero de sonido – Irv Greenbaun